# Endpoint detection and response
A detecção e resposta de endpoint do inglês Endpoint detection and response (EDR), também conhecida como detecção e resposta a ameaças de endpoint (ETDR), é uma tecnologia cibernética que monitora e responde continuamente para mitigar ameaças cibernéticas.
EDR é uma ferramenta que ajuda a proteger computadores e outros dispositivos contra ataques digitais. Ela funciona como um vigia inteligente, que observa tudo o que acontece no aparelho e na rede, procurando sinais de perigo. Quando encontra algo suspeito, age rapidamente para impedir que o problema se espalhe.
Cada plataforma EDR possui seu próprio conjunto de recursos. No entanto, alguns recursos comuns incluem o monitoramento de endpoints online e offline, resposta a ameaças em tempo real, aumento da visibilidade e transparência dos dados do usuário, detecção de eventos armazenados em endpoints e injeções de malware, criação de listas de bloqueio e permissão e integração com outras tecnologias. Alguns fornecedores de tecnologias EDR utilizam a classificação e a estrutura gratuitas MITRE ATT&CK para ameaças.